# Spirastrella
Spirastrella è un tassonomia di spugne della classe delle Demospongiae.

## Specie
- Spirastrella abata
- Spirastrella carnosa
- Spirastrella coccinea
- Spirastrella coccinopsis
- Spirastrella cunctatrix (Schmidt, 1868)
- Spirastrella decumbens
- Spirastrella hartmani
- Spirastrella insignis
- Spirastrella keaukaha
- Spirastrella minax (Topsent, 1888)
- Spirastrella mollis
- Spirastrella pachyspira
- Spirastrella phyllodes
- Spirastrella punctulata
- Spirastrella sabogae
- Spirastrella spinularia (Bowerbank, 1862)
- Spirastrella tristellata